# Pruszków (województwo lubuskie)
Pruszków – wieś w Polsce położona w województwie lubuskim, w powiecie żagańskim, w gminie Żagań.
W latach 1975–1998 miejscowość położona była w województwie zielonogórskim.

## Demografia
Liczba mieszkańców miejscowości w poszczególnych latach:
| Rok  | Ilość mieszkańców |
| ---- | ----------------- |
| 1998 | 50                |
| 2002 | 46                |
| 2009 | 60                |
| 2011 | 62                |
| 2021 | 60                |